# Championnats d'Europe de slalom (canoë-kayak) 2011
Navigation
2010 2012
Les championnats d'Europe de slalom de canoë-kayak se déroulent à La Seu d'Urgell (Espagne) du 8 au 12 juin 2011.

## Résultats

### Hommes

#### Canoë
| Event                       | Or                                                          | Résultat | Argent                                             | Résultat | Bronze                                                 | Résultat |
| Canoë monoplace par équipes | France Tony Estanguet Denis Gargaud Chanut Nicolas Peschier | 110,28   | Allemagne Nico Bettge Jan Benzien Sideris Tasiadis | 112,30   | Tchéquie Stanislav Ježek Vítězslav Gebas Tomáš Indruch | 113,79   |
| Canoë biplace par équipes   | Tchéquie                                                    | 123,20   | Allemagne                                          | 124,05   | Slovaquie                                              | 124,24   |
| Canoë monoplace             | France Tony Estanguet                                       | 99,48    | Slovaquie Alexander Slafkovsky                     | 100,00   | France Denis Gargaud Chanut                            | 100,14   |
| Canoë biplace               | Slovaquie Pavol Hochschorner Peter Hochschorner             | 107,05   | France Pierre Labarelle Nicolas Peschier           | 107,65   | Slovaquie Peter Škantár Ladislav Škantár               | 108,61   |

#### Kayak
| Event             | Or                                           | Résultat | Argent                                                     | Résultat | Bronze                                           | Résultat |
| Kayak par équipes | Slovénie Peter Kauzer Jure Meglič Simon Brus | 106,15   | Pologne Mateusz Polaczyk Grzegorz Polaczyk Dariusz Popiela | 106,53   | France Fabien Lefèvre Boris Neveu Vivien Colober | 106,79   |
| Kayak monoplace   | Italie Daniele Molmenti                      | 93,93 s  | Espagne Samuel Hernanz                                     | 94,83 s  | Tchéquie Jiří Prskavec                           | 95,41 s  |

### Dames

#### Canoë
| Event           | Or                   | Résultat | Argent               | Résultat | Bronze                  | Résultat |
| Canoë monoplace | France Caroline Loir | 127,65   | Allemagne Mira Louen | 127,98   | Allemagne Lena Stöcklin | 132,67   |

#### Kayak
| Event             | Or                                                             | Résultat | Argent                                                               | Résultat | Bronze                                          | Résultat |
| Kayak par équipes | Tchéquie Kateřina Kudějová Štěpánka Hilgertová Irena Pavelková | 122,05   | Autriche Corinna Kuhnle Violetta Oblinger-Peters Viktoria Wolffhardt | 122,87   | Slovaquie Jana Dukátová Elena Kaliská Dana Mann | 125,43   |
| Kayak monoplace   | Allemagne Claudia Bär                                          | 105,26 s | Slovaquie Jana Dukátová                                              | 105,43 s | Royaume-Uni Elizabeth Neave                     | 106,76 s |

## Tableau des médailles
| Rang  | Nation      | Or | Argent | Bronze | Total |
| ----- | ----------- | -- | ------ | ------ | ----- |
| 1     | France      | 3  | 1      | 2      | 6     |
| 2     | Tchéquie    | 2  | 0      | 2      | 4     |
| 3     | Allemagne   | 1  | 3      | 1      | 5     |
| 4     | Slovaquie   | 1  | 2      | 3      | 6     |
| 5     | Slovénie    | 1  | 0      | 0      | 1     |
|       | Italie      | 1  | 0      | 0      | 1     |
| 7     | Autriche    | 0  | 1      | 0      | 1     |
|       | Espagne     | 0  | 1      | 0      | 1     |
|       | Pologne     | 0  | 1      | 0      | 1     |
| 10    | Royaume-Uni | 0  | 0      | 1      | 1     |
| Total | Total       | 9  | 9      | 9      | 27    |